# Trots
För beteendet, se: Trotssyndrom eller Trotsålder.
Trots är en svensk dramafilm från 1952 i regi av Gustaf Molander, baserad på Vilgot Sjömans roman Lektorn.

## Handling
Far och son bor tillsammans, men förhållandet är spänt. Fadern vill ha ordning och reda, men är så hård att eleverna i en klass som han undervisar börjar strejka och han får en varning av skolans rektor. För att åtminstone förbättra förhållandet till sonen vänder han sig till en präst för att få råd. Prästen råder honom att visa sitt verkliga jag. Fadern berättar då för sonen att hans mor inte, som han sagt till sonen, är död. Då de fick barnet ansåg han att hon inte var fin nog att gifta sig men erbjöd sig att uppfostra barnet.

## Om filmen
Filmen är inspelad den 11 december 1951–30 januari 1952 i Filmstaden, Solna och Stockholm. Den hade premiär den 15 september 1952 och är tillåten från 15 år. Den har även visats på SVT.

## Rollista
- Anders Henrikson - Uno Thörner
- Per Oscarsson - Rolf, Unos son
- Harriet Andersson - Siv
- Eva Dahlbeck - lärarinna
- John Elfström - Sivs far
- Marianne Löfgren - Lisa, Rolfs mor

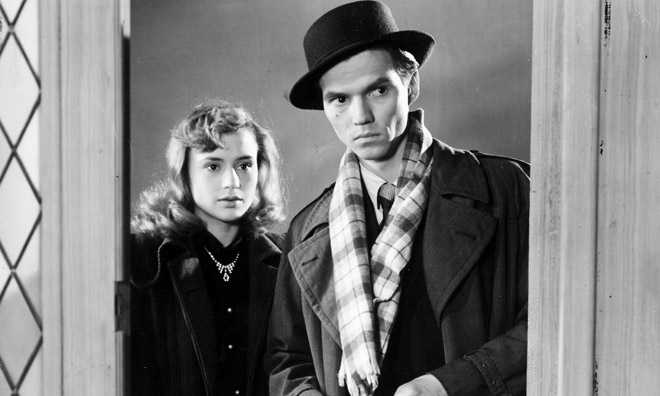
Harriet Andersson och Per Oscarsson i Trots (1952).

- Hugo Björne - pater Gérard de Blaye, katolsk präst
- Hjördis Petterson - lärarinna
- Stig Järrel - rektor vid läroverket
- Viveca Serlachius - Inga, Sivs väninna
- Jarl Kulle - Jerka, Sivs f.d. kavaljer
- Christina Lundquist - Marianne, Rolfs flickvän

### Ej krediterade
- Hans Lindgren - Ove, Rolfs kamrat, Mariannes bror
- Renée Björling - Mariannes och Oves mor
- Ernst Brunman - Ärtan, Sivs fars suparkompis
- Kaj Hjelm - Benke
- Åke Hylén - Benkes kompis
- Anders Andelius - Rolfs skolkamrat
- Fritjof Hellberg - lärare i kollegiet
- Ragnar Klange - lärare i kollegiet
- Segol Mann - lärare i kollegiet
- Mauritz Strömbom - lärare i kollegiet
- Björn Berglund - lärare i kollegiet
- Yvonne Eriksson - Berit, springflicka i Lisas blomsterhandel
- Wiktor "Kulörten" Andersson - taxichaufför
- Mona Åstrand - flicka på dansrestaurangen
- Erna Groth - flicka på dansrestaurangen som dansar med Benke
- Sten Mattsson - ordningsman i Thörners klass
- Björn Bjelfvenstam - Sundman, elev i Thörners klass
- Lasse Sarri - Bengtsson, elev i Thörners klass
- Tage Severin - Nils Bengtsson, elev i Thörners klass
- Per Sjöstrand - Waller, elev i Thörners klass
- Elsa Ebbesen-Thornblad - grannfrun med blombuketten
- Björn Montin - Gunnar, skolpojken i korridoren
- Anders Nyström - skolpojke i aulan
- Lena Brogren - flicka vid studentuppvaktningen på skolgården
- Annalisa Wenström - postkassörskan

### Ej identifierade (troligen bortklippta)
- Göthe Grefbo - ung man
- Sune Högberg - ung man
- Karl-Erik Forsgårdh - flygkadett

## Musik i filmen
- En afton i Paris, musik Olle Johnsson, instrumental
- Zanzibar, musik Olle Johnsson, instrumental
- Palais, musik Olle Johnsson, instrumental
- Gräsänklingsblues, text, musik och sång Povel Ramel
- Bubble and Squeak, musik Jose Norman, instrumental
- Skepp som mötas, musik Fred Winter, text Valdemar Dalquist, sång Marianne Löfgren
- Sjungom studentens lyckliga dag, musik Gustav Bernadotte, text Herman Sätherberg
- Den blomstertid nu kommer, instrumental